# Semiothisa rhyngiata
Semiothisa rhyngiata là một loài bướm đêm trong họ Geometridae.